# 北海道スバル
北海道スバル（ほっかいどうスバル）は、北海道札幌市西区に本社を置くSUBARUのディーラーである。

## 沿革
- 1952年8月 - 函館スバル自動車株式会社設立
- 1964年4月 - 旭川スバル自動車株式会社設立
- 1969年11月 - 札幌スバル自動車株式会社設立
- 1971年1月 - 室苫スバル自動車株式会社設立
- 2001年10月1日 - 函館スバル自動車と札幌スバル自動車、室苫スバル自動車が統合して、「北海道スバル」が誕生。[2]
- 2006年4月1日 - 旭川スバル自動車を統合。[3]
- 2008年4月1日 - 北恵スバル自動車を統合。

## 店舗

### 新車店舗
- 札幌北店 - 札幌市東区北35条東1丁目5-1
- 札幌東店 - 札幌市東区東苗穂4条3丁目2-92
- 白石店 - 札幌市白石区中央1条1丁目1-25
- 厚別店 - 札幌市厚別区厚別東5条8丁目6-6
- 月寒店 - 札幌市豊平区月寒中央通11丁目1-10
- 羊ヶ丘通清田店 - 札幌市清田区真栄58-1
- 札幌西店 - 札幌市西区西町南14丁目1-1
- 新千歳店 - 千歳市北信濃782-2
- 岩見沢店 - 岩見沢市大和2条7丁目6
- 滝川店 - 滝川市黄金町東3丁目2-4
- 小樽店 - 小樽市入船2丁目1-3
- 室蘭店 - 室蘭市寿町3丁目20-4
- 苫小牧店 - 苫小牧市明野新町2丁目2-12
- 函館北浜店 - 函館市北浜町4-20
- 函館神山店 - 函館市中道2丁目53-7
- 旭川北彩都店 - 旭川市宮前1条2丁目5-5
- 名寄店 - 名寄市徳田114-27
- 北見店 - 北見市小泉426-4

### 中古車店舗
- G-PARK札幌 - 札幌市西区西町北15丁目1-5
- カースポット厚別 - 札幌市厚別区厚別東5条7丁目1-25(旧厚別店跡)
- カースポット羊ヶ丘通 - 札幌市清田区真栄58-1
- カースポット苫小牧 - 苫小牧市明野新町2丁目2-12
- G-PARK旭川 - 旭川市永山2条12丁目1-16(旧旭川永山店跡)
- カースポット北浜 - 函館市北浜町4-20

### その他
- 部品センター - 札幌市清田区真栄58-1

### 協力店
- スバルショップ新ひだか - 日高郡新ひだか町静内末広町3丁目1-38
- スバルショップ富良野 - 富良野市弥生町5-21(旧富良野店跡)
- スバルショップ羽幌 - 苫前郡羽幌町北大通1丁目20
- スバルショップ稚内 - 稚内市潮見3丁目6-26
- スバルショップ網走 - 網走市三眺13-14
- スバルショップ紋別 - 紋別市弁天町1丁目1-1